# Tréguidel
Tréguidel (tiếng Breton: Tregedel) là một xã của tỉnh Côtes-d’Armor, thuộc vùng Bretagne, tây bắc Pháp.

## Dân số
Người dân ở Tréguidel được gọi là Tréguidelais.